# GK Wien-Südost

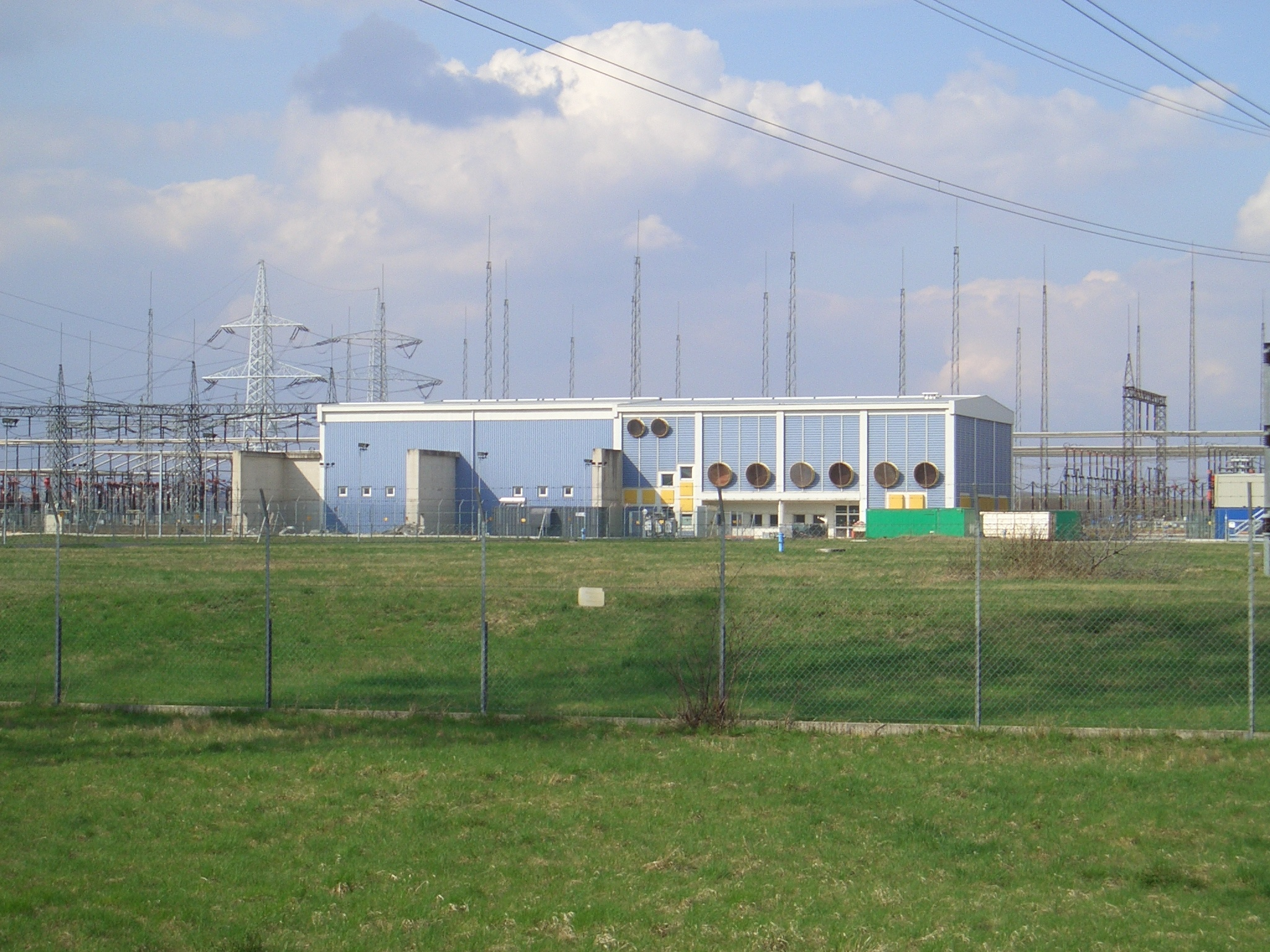
GK Wien-Südost

Le GK Wien-Südost est une installation de transmission d'électricité en courant continu à haute tension (HVDC) reliant le réseau électrique autrichien avec le réseau hongrois. Elle a été utilisée de 1993 à 1996.
Cette installation, construite par Siemens, comporte 864 thyristors, et peut transporter une puissance de 600 MW  sous une tension de service de 145 kV.
Cette installation est restée en fonctionnement après la synchronisation des réseaux électriques d'Europe de l'Est et de l'Ouest qui s'est déroulée le 17 octobre 1995. Ce prolongement de fonctionnement est dû au fait qu'à l'époque l'Autriche ne possédait pas de ligne HT de 380 kV, ce qui aurait pu poser des problèmes de stabilité en cas d'interconnexion directe entre l'Autriche et la Hongrie. Toutefois, ce problème a été résolu en 1996 avec l'installation, en Pologne du Sud, de centrales au charbon assurant l'asservissement fréquentiel. Ainsi, cette installation est devenue superflue et fut arrêtée le 31 octobre 1996.